# Андерсон Рібейру
Андерсон Мендес Рібейру (порт. Anderson Mendes Ribeiro; 2 липня 1981, Порту-Алегрі) — бразильський футболіст, нападник. Значну частину кар'єри провів в українських клубах, виступав за 4 харківських команди — «Арсенал», «Геліос» «Металіст» і «Харків», а також за запорізький «Металург». Також виступав на Мальті. По завершенні ігрової кар'єри став тренером і теж працював в Україні.

## Біографія
Андерсон Мендес Рібейру народився в місті Порту-Алегрі в Бразилії. Пройшов школу клубу «Інтернасьйонал», де тренувався з такими футболістами, як Даніел Карвальйо і Діого Рінкон.
У 2002 році тренер харківського «Арсеналу» Володимир Чумак помітив Андерсона Рібейру в Бразилії і запросив в український клуб. Незважаючи на те, що цей клуб тоді виступав у Першій лізі, Рібейру прийняв пропозицію в зимове міжсезоння сезону 2002/03. Таким чином він став першим бразильським футболістом в цьому клубі. Спершу Рібейру важко адаптовувався в Україні, але вже приблизно через один рік вивчив російську мову, полюбив українську кухню. Швидко став улюбленцем місцевих уболівальників, які цінували його за відкритість у спілкуванні та ігрові якості. У сезоні 2003/04 став кращим бомбардиром команди, забивши 15 голів. Всього у харківському «Арсеналі» він провів 56 матчів і забив 18 голів.
У 2003—2004 роках недовго пограв за харківські «Геліос» та «Металіст», але в підсумку повернувся до «Арсеналу».
З 2005 по 2009 рік виступав вищоліговий клуб «Харків», створений на основі харківського «Арсеналу», де був одним з лідерів команди і покинув його лише після вильоту «городян» до першої ліги.
У сезоні 2009/10 грав за мальтійський «Таркс'єн Рейнбоуз».
Влітку 2010 року підписав дворічний контракт із запорізьким «Металургом». У складі команди в чемпіонаті України дебютував 9 липня 2010 року у виїзному матчі проти київського «Арсеналу» (1:0). У жовтні 2010 року разом з клубом завоював Кубок Кучеревського, у фіналі обігравши дніпропетровський «Дніпро» (2:3). За підсумками сезону 2010/11 «Металург» посів останнє 16 місце і вилетів у Першу лігу України. У тому сезоні Рібейру провів 7 матчів і забив 1 м'яч (у матчі з «Оболонню») в чемпіонаті і 1 матчу в Кубку. Рібейру не зміг стати основним гравцем команди через травми у середині сезону.
З 2011 року знову став виступати на Мальті, приєднавшись до «Хамрун Спартанс» і надалі змінив низку місцевих клубів, завершивши ігрову кар'єру 2017 року у клубі «Ораторі Йос».
По завершенні ігрової кар'єри став тренером і з лютого 2021 року по червень 2022 року був асистентом Олександра Кучера у харківському «Металісті», а потім з березня 2023 по листопад 2024 року був асистентом Тамаза Пертії у латвійській «Лієпаї».
У липні 2025 року був призначений головним тренером українського першолігового клубу ЮКСА.

## Особисте життя
У його родині шестеро братів, Андерсон є наймолодшим. Зустрічався з українською дівчиною на ім'я Оля, з якою познайомився в Харкові. Вільно володіє російською мовою.